# Rita Kail
Rita Kail (* 25. November 1954 in Esch an der Alzette) ist eine luxemburgische Schauspielerin.

## Leben
Nach dem Abitur studierte sie Medizin und wurde während der Semesterferien auf einem Tennisplatz von dem französischen Regisseur Pierre Viallet entdeckt. In dessen Fernsehfilm La Foike übernahm sie die Rolle der Gigi an der Seite von Curd Jürgens. Sie brach ihr Studium ab und spielte in mehreren deutschen Produktionen.
Am Luxemburger Kasemattentheater war sie als Sarah Casey in John Millington Synges Bühnenstück Kesselflickers Hochzeit zu sehen.

## Filmografie
- 1979: La foike (Fernsehfilm)
- 1981: Feuer und Schwert – Die Legende von Tristan und Isolde
- 1982: Doktor Faustus
- 1983: Zuckerhut (Fernsehfilm)
- 1983: Der Trotzkopf (Mehrteiler)
- 1983: Hinter der Tür / Der Tod kommt durch die Tür (Fernsehfilm)
- 1984: Tränen in Florenz
- 1985: Abenteuer der Seele (Fernsehfilm)
- 1987: Die Saat des Hasses (Miniserie)